# Pouillac
Pouillac là một xã trong tỉnh Charente-Maritime trong vùng Nouvelle-Aquitaine tây nam nước Pháp. Xã này nằm ở khu vực có độ cao trung bình 137 mét trên mực nước biển.
Sông Seugne tạo phần lớn ranh giới phía tây nam của xã.

## Lịch sử dân số
| Năm  | Dân số | Mật độ |
| ---- | ------ | ------ |
| 1962 | 272    | -      |
| 1968 | 283    | -      |
| 1975 | 249    | -      |
| 1982 | 234    | -      |
| 1990 | 243    | -      |
| 1999 | 230    | 50/km² |